# Ferdinando Castiglia
Ferdinando Castiglia (falecido em 1521) foi um prelado católico romano que serviu como bispo de Bagnoregio (1500–1521).

## Biografia
No dia 4 de maio de 1500, Ferdinando Castiglia foi nomeado bispo de Bagnoregio durante o papado de Alexandre VI. Serviu como Bispo de Bagnoregio até à sua morte em 1521.
Enquanto bispo, foi o principal co-consagrador de Stefan Tschugli, Bispo Titular de Belline e Bispo Auxiliar de Chur (1501).